# Meatballs
Meatballs és una pel·lícula canadenca d'Ivan Reitman dirigida el 1979.

## Argument
Un estiuejant acampa al costat d'unes colònies. Intenta ajudar aquests joves acampats. Un dels campistes, Rudy, necessita tenir confiança en ell.

## Repartiment
- Bill Murray: Tripper Harrison
- Harvey Atkin: Morty
- Kate Lynch: Roxanne
- Russ Banham: Crockett
- Kristine DeBell: A.L.
- Sarah Torgov: Candace
- Jack Blum: Spaz
- Keith Knight: Larry Finklestein, anomenat Fink
- Cindy Girling: Wendy
- Todd Hoffman: Wheels
- Margot Pinvdic: Jackie
- Matt Craven: Hardware
- Norma Dell'Agnese: Brenda
- Chris Makepeace: Rudy
- Michael Kirby: Eddy

## Critica
El lloc web Rotten Tomatoes dona a la pel·lícula una puntuació de 75% sobre la base de 32 comentaris.